# Křížatky
Křížatky (hovorově též Křižatky, německy Kreuzweg) jsou osada ležící v nadmořské výšce 545 m na jihovýchodním svahu Krušných hor 2 km severně od Janova. Katastrální území spadá do správy města Litvínova jako část obce. S Janovem jsou spojeny silnicí, která vede do pohraničního Mníšku. Od roku 1962 je zajištěno spojení z Litvínova městskou hromadnou dopravou (autobusová linka č. 13). Obec je tvořena rozptýlenou zástavbou, která se nachází převážně západně od silnice na úpatí hory Hřeben (687 m).

## Název
Název vesnice je odvozen z obecného jména křížatka, množného čísla spojení křížová cesta či křižovina, ve významu na křížatkách (na křižovatkách). V historických pramenech se jméno objevuje ve tvarech: na Kržižowsy (1585), Kržiziatky a Kreyczweg (1591), Krziziatky a Kreuczweg (1595) a Kreuzweg (1787 a 1846). Tvar Křížoves považoval Antonín Profous za chybně utvořený ze základu kříž.

## Historie
Jméno osady odkazuje, že vznikla na křižovatce obchodních cest. Jak dokládají archeologické nálezy z jejího okolí, vedla tudy již v raném středověku stará obchodní cesta do Saska. Zbytky starých cest jsou ostatně v terénu na některých místech patrné dodnes. Nicméně ves Křížatky je v písemných pramenech poprvé doložena až roku 1585, kdy je jmenována při prodeji panství mosteckého hradu Ladislavu Popelu z Lobkovic. V roce 1785 stálo ve vsi patnáct domů a ani v následujících staletích se jejich počet výrazně neměnil. Zdejší obyvatelstvo se živilo převážně prací v lese jako nádeníci nebo dřevorubci, částečně také v zemědělství a sadařství, neboť v Janově provozovalo město Most zahradnictví. Na konci 19. století se tu nacházelo sedmnáct domů, ve kterých žilo devadesát obyvatel. Na počátku 20. století se Křížatky staly známým a vyhledávaným rekreačním místem. Nacházely se zde dva velké rekreační objekty, z nichž jeden sloužil jako ozdravovna, postavená v letech 1911–1912. Po druhé světové válce sloužil různým účelům, mj. jako školicí středisko Okresního národního výboru v Mostě. Po roce 1990 přešel objekt do správy Okresního úřadu v Mostě. V devadesátých letech 20. století však vyhořel.
Křížatky slouží jako chatová osada převážně k individuální rekreaci a tak jako v minulosti jsou stále oblíbeným výletním místem obyvatel nedalekého Litvínova. Nad osadou se nachází vodní nádrž Janov.

## Obyvatelstvo
Při sčítání lidu v roce 1921 ve vsi žilo sto obyvatel (z toho 47 mužů), z nichž byl jeden Čechoslovák a 99 Němců. Až na jednoho člověka bez vyznání se ostatní hlásili k římskokatolické církvi. Podle sčítání lidu z roku 1930 měla vesnice 114 obyvatel: sedm Čechoslováků a 107 Němců. Kromě sedmi lidí bez vyznání byli římskými katolíky.
|                                                                | 1869 | 1880 | 1890 | 1900 | 1910 | 1921 | 1930 | 1950 | 1961 | 1970 | 1980 | 1991 | 2001 | 2011 |
| -------------------------------------------------------------- | ---- | ---- | ---- | ---- | ---- | ---- | ---- | ---- | ---- | ---- | ---- | ---- | ---- | ---- |
| Obyvatelé                                                      | 124  | 85   | 102  | 87   | 93   | 100  | 114  | 112  | 63   | 73   | 51   | 38   | 35   | 39   |
| Domy                                                           | 17   | 17   | 16   | 17   | 16   | 18   | 21   | 18   | —    | 17   | 15   | 12   | 18   | 17   |
| Počet domů z roku 1961 je zahrnut v domech místní části Janov. |      |      |      |      |      |      |      |      |      |      |      |      |      |      |

## Pamětihodnosti
- Kaple z roku 1911, která v roce 2000 prošla renovací.
- Kříž u kaple s letopočtem 1884.
- Pomník americkým letcům z druhé světové války z roku 2001 v lese za obcí. Jeho autorem je významný soudobý akademický sochař Stanislav Hanzík známý mimo jiné pro své plastiky Národního památníku na hoře Říp (Chlapec s beránkem a Ukřižování), Rozhovor ve Voršilské zahradě u Nové scény Národního divadla, Karla Hašlera na Starých zámeckých schodech v Praze, Kašny se lvy před Karolinem v Praze, a mnoho jiných.

## Galerie

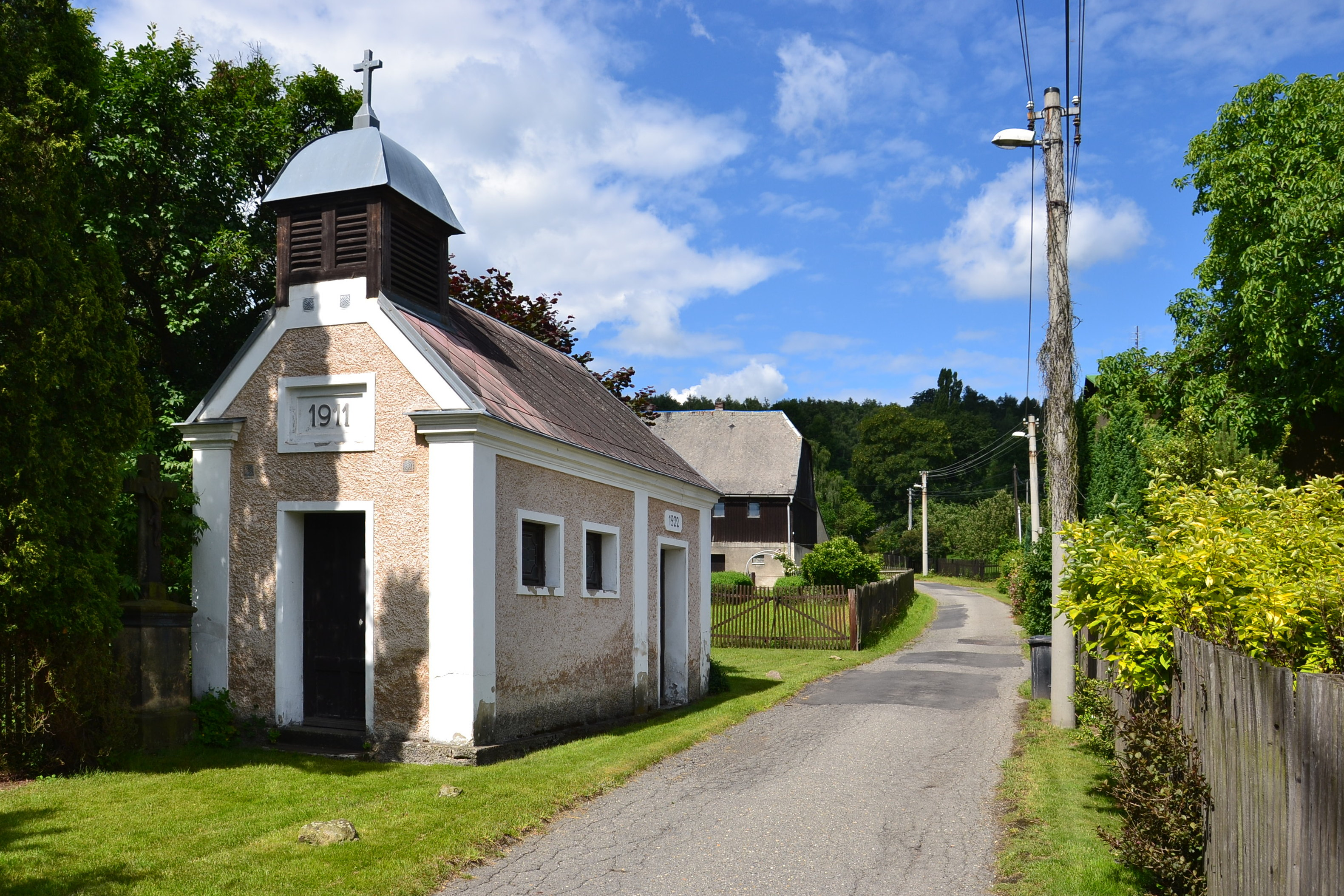
Kaple
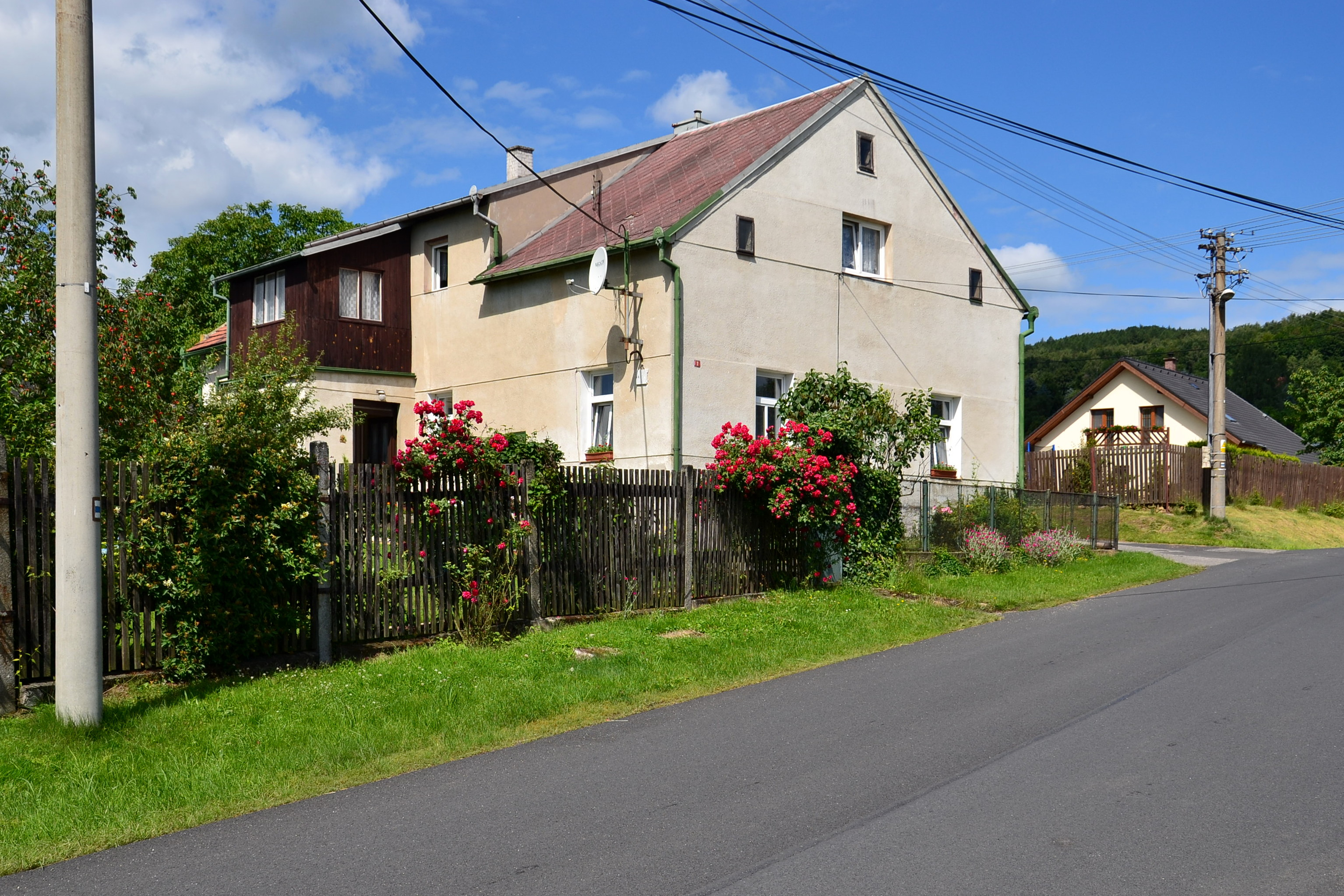
Dům čp. 2
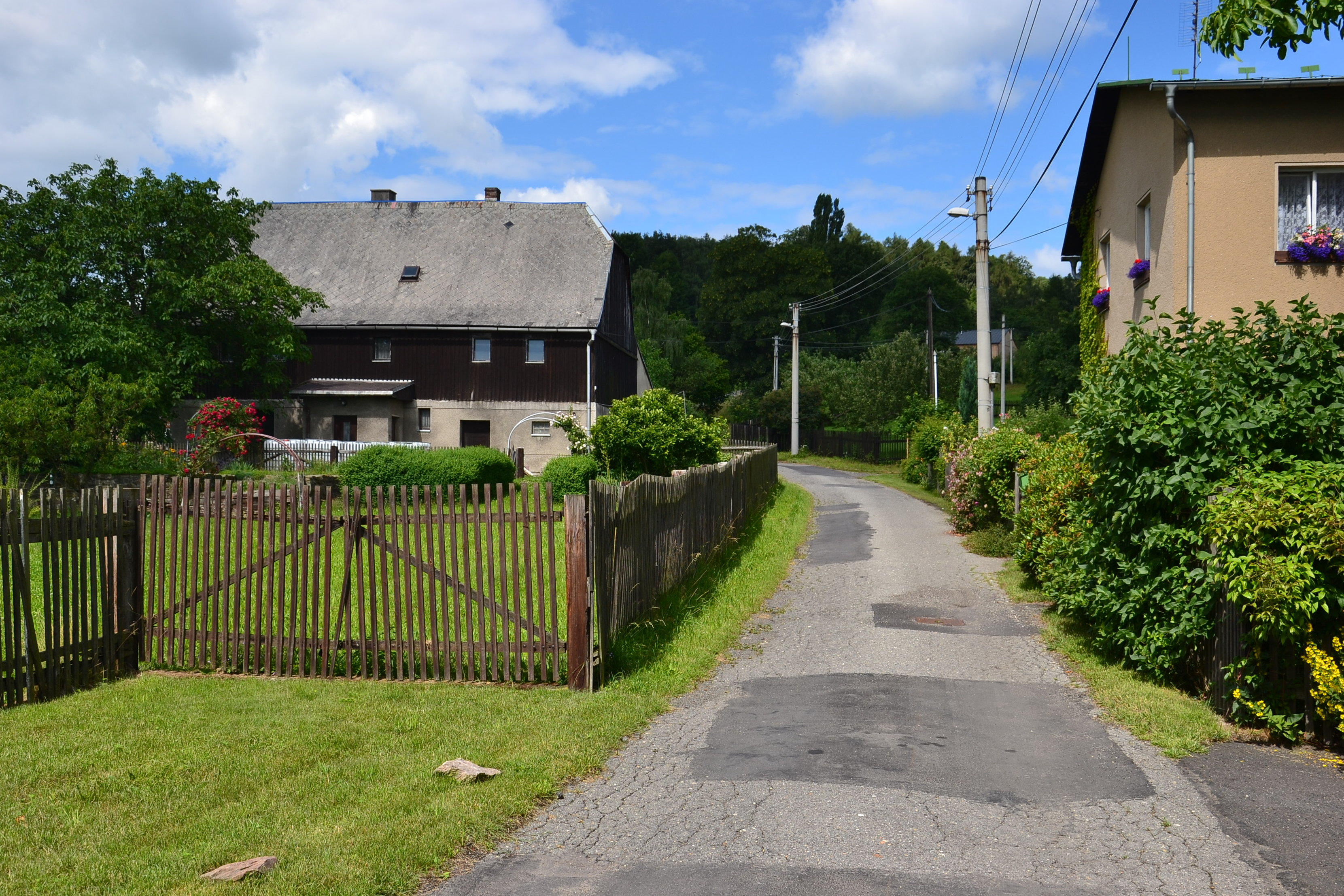
Dům čp. 5